# Lincoln Motor Company

Lincoln — торгова марка підрозділу автоконцерну Форд, що спеціалізується на випуску автомобілів люкс-класу. Заснована 1917 року Генрі Ліландом, придбана Фордом у 1922 році, Lincoln виробляв автомобілі, починаючи з 1920-х. Ліланд назвав марку на честь його давнього кумира Авраама Лінкольна.

## Історія

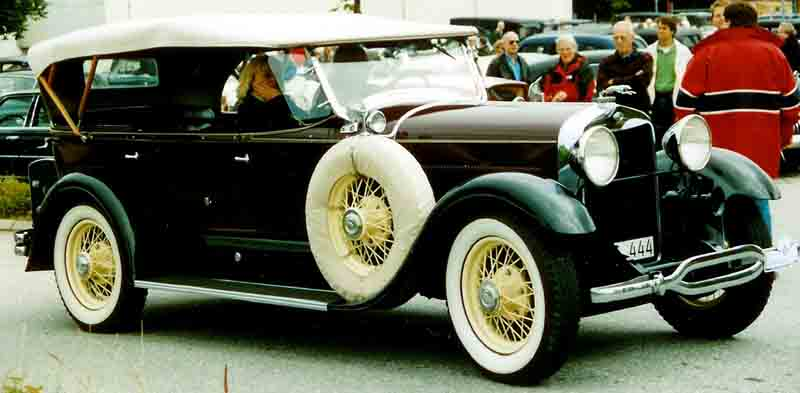
Lincoln Model L Sport Touring 1929 року

Lincoln Motor Company була заснована в 1917 році в Детройті Генрі Ліландом (який раніше заснував Cadillac) для виробництва авіаційних двигунів V12. Компанія була названа на честь Аврама Лінкольна, 16-го президента США, за якого Ліланд голосував на перших для себе виборах. Потім після Першої світової війни Ліланд вирішив організувати виробництво престижних автомобілів, але через фінансові труднощі був вимушений продати компанію. Покупцем у 1922 році став Генрі Форд.

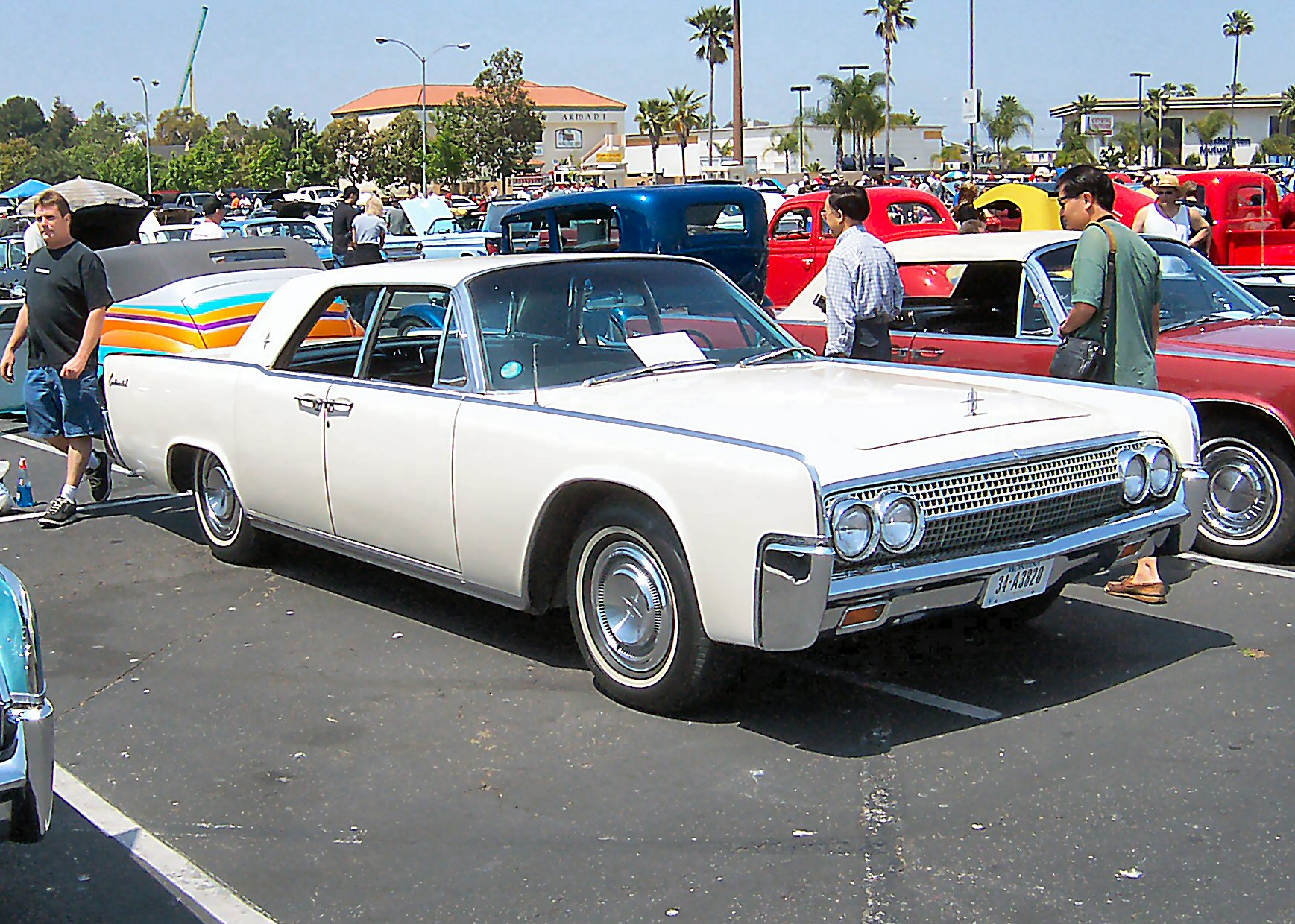
Lincoln Continental 1963 року

Першою моделлю марки був Lincoln L, що випускався з 1920 року. Він мав V-подібний 8-циліндровий двигун, був схожий на автомобілі Cadillac і коштував 5000 $. У 1932 році почався випуск Lincoln KB з 12-циліндровим двигуном. Наступною моделлю в 1936 році став Lincoln Zephyr, також з двигуном V12. За перший рік її виробництва продажі автомобілів Lincoln збільшилися в 9 разів. На базі Zephyr у 1940 році була створена подовжена модель Lincoln Zephyr Continental, що випускалася до 1948 року (з перервою, викликаною війною), а в 1955 році вийшла нова модель, що називалася просто Lincoln Continental. Її вартість становила близько 10000$ і була порівнянна з вартістю Роллс-ройса. Continental залишався флагманом Ford Motor Company до 1981 року, коли почалося виробництво лімузина Lincoln Town Car.

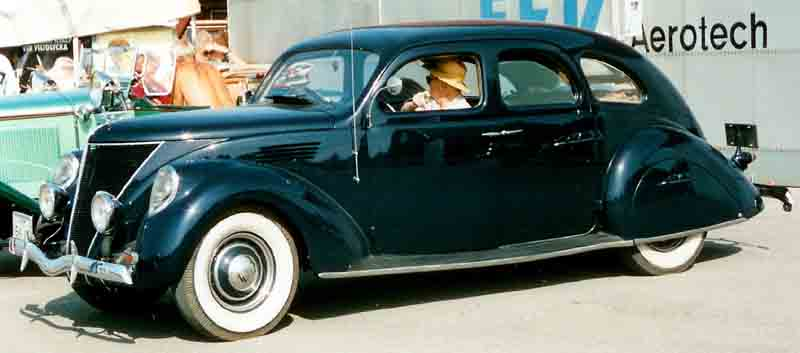
Lincoln Zephyr 1936 року

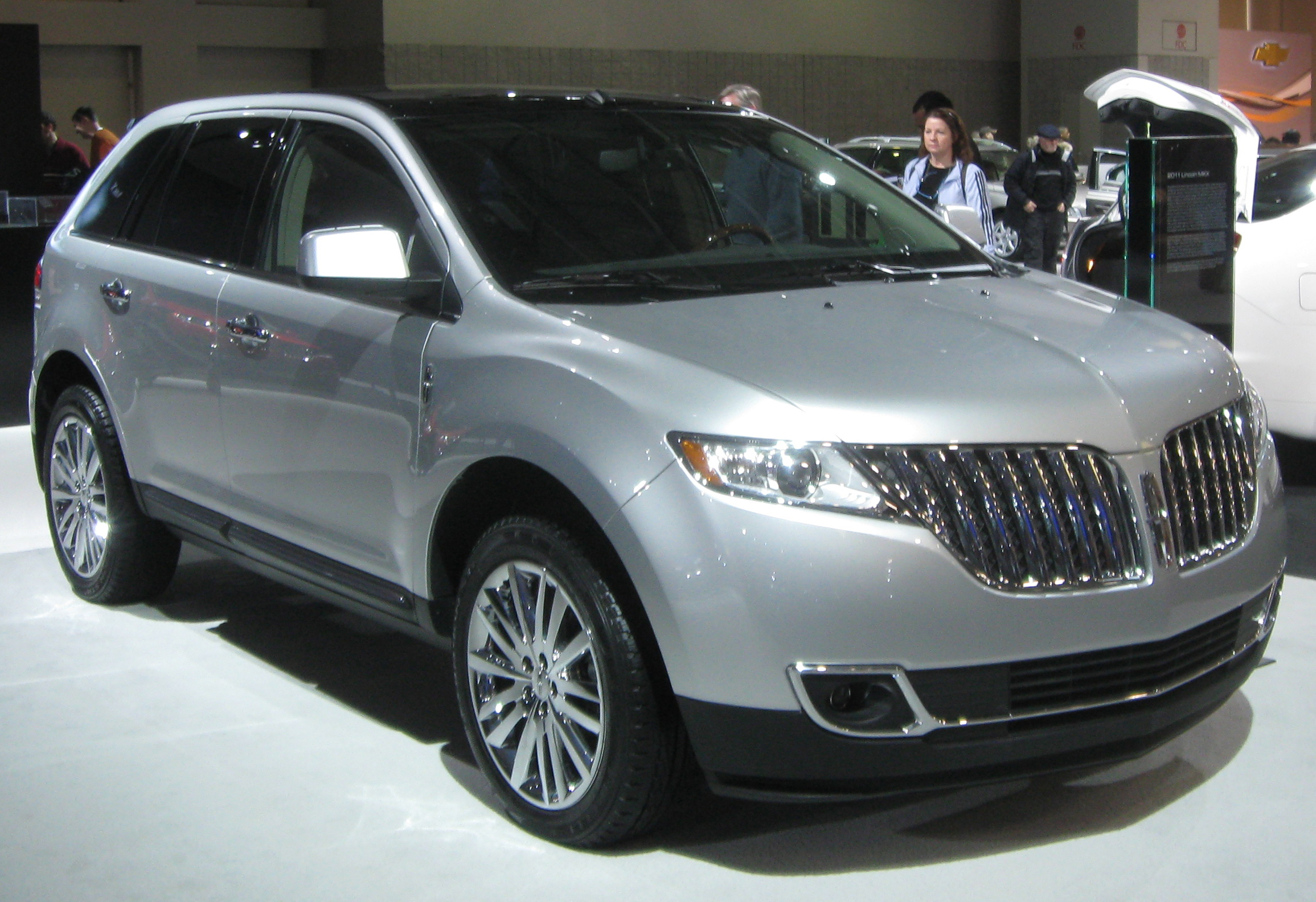
Lincoln MKX 2011 року

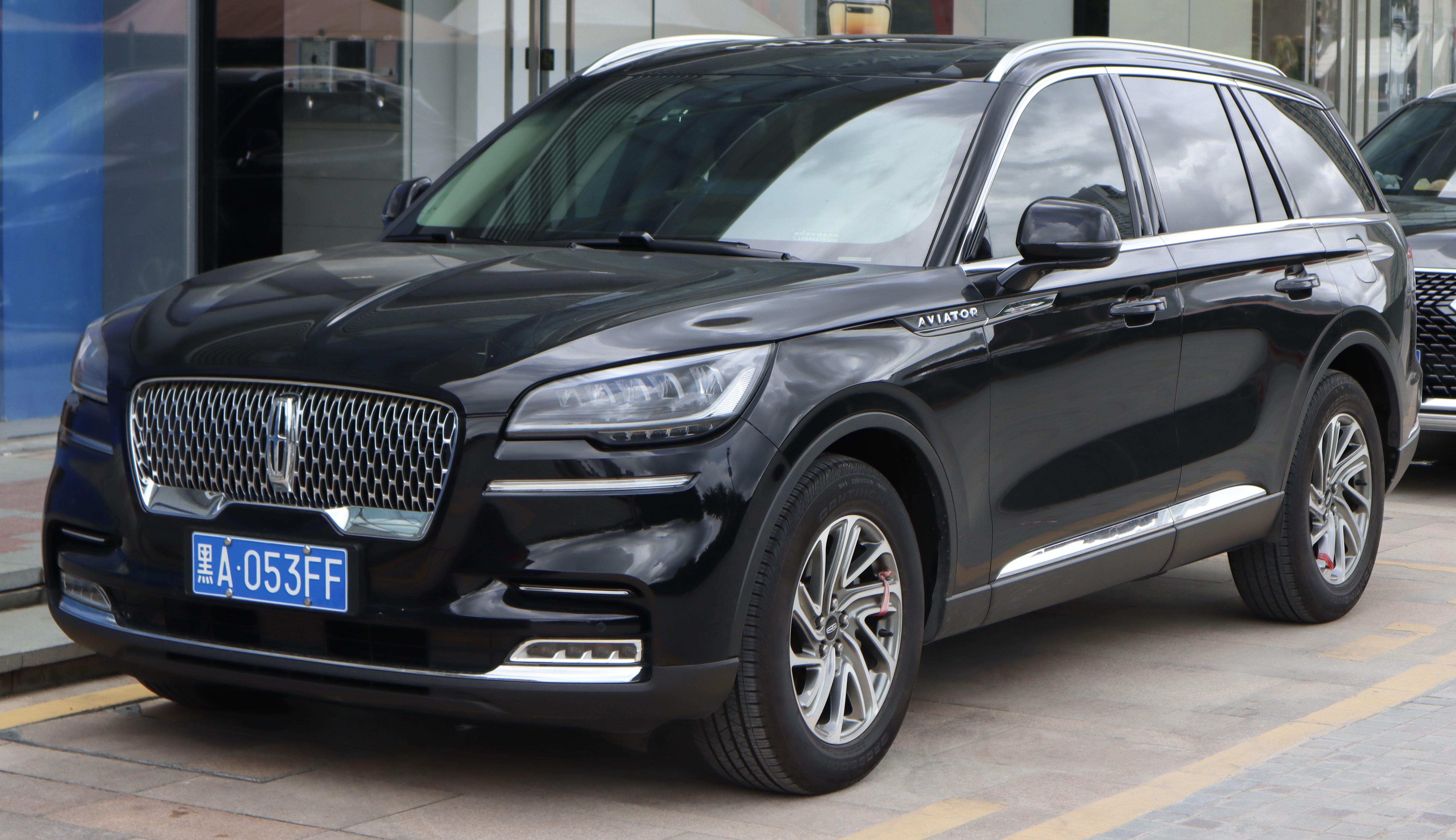
Lincoln Aviator 2020 року

Після входження компанії до складу концерну Ford Motor Company і до початку 70-х років автомобілі Lincoln випускалися на оригінальних платформах, уніфікація торкалася лише двигунів. Проте економія призвела до того, що всі платформи автомобілів Lincoln стали уніфікуватися з іншими моделями групи.
У 1998—2002 роках Lincoln був частиною відділення Premier Automotive Group, після чого був виведений з нього відповідно до нової маркетингової стратегії Ford.
Lincoln була однією з перших марок, які почали випуск престижних SUV з моделлю Lincoln Navigator у 1998 році. Після спаду на початку 2000-х років починається більш активне оновлення модельного ряду. Для зменшення терміну підготовки до виробництва застосовується уніфікація з вузлами і платформами, розробленими іншими відділеннями Ford Motor Company.
У 2020 році модельний ряд Lincoln зазнав подальшого розширення з поверненням середньорозмірного позашляховика Aviator (знову ж таки, аналога Ford Explorer); відроджений Aviator пропонує першу гібридно-електричну систему в позашляховику Lincoln. Continental з довгою колісною базою та дверима тепер пропонується як звичайна серійна модель лише в комплектації Black Label. MKC був замінений на Lincoln Corsair, залишаючись аналогом Ford Escape/Kuga. Також у 2020 році Lincoln оголосив про припинення виробництва седанів Continental та MKZ до кінця року через популярність кросоверів.

## Історія логотипів

1972-2012
2012-2019
з 2019

## Президентські автомобілі
Lincoln має багаторічний досвід створення лімузинів для президентів США. Першим таким автомобілем став в 1939 році призначений для Франкліна Рузвельта Lincoln V12 convertible, названий «Sunshine Special». Він залишався в строю до 1950 року, коли його змінив Lincoln Cosmopolitan, названий «Bubble Top». Ним користувалися президенти Трумен, Ейзенхауер, Кеннеді і один раз Джонсон. У 1961 році для Кеннеді був побудований Lincoln Continental convertible, і саме в цьому автомобілі він був смертельно поранений в Далласі 22 листопада 1963 р. Лінкольном 1969 року користувався Річард Ніксон, а 1972 року - Форд, Картер, Рейган і Буш-старший. Lincoln 1989 року залишився останнім президентським автомобілем марки. У 1983, 1993, 2001 і 2004 роках лімузини Білому дому поставляв Cadillac.